# Халаца
Халаца (ос. Халасхох, груз. ხალაწა, рос. Халаца) — гора на Кавказі, на кордоні Росії (Північна Осетія) та Грузії (Південна Осетія). Висота — 3938 м. Вершина вкрита вічними снігами, що живлять притоки Ардона (на північній стороні) та Ріоні (на південній стороні).
| Грузія | Це незавершена стаття з географії Грузії. Ви можете допомогти проєкту, виправивши або дописавши її. |

| Росія | Це незавершена стаття з географії Росії. Ви можете допомогти проєкту, виправивши або дописавши її. |

1. 1 2  https://www.peakbagger.com/peak.aspx?pid=83865